# 印度种姓制度

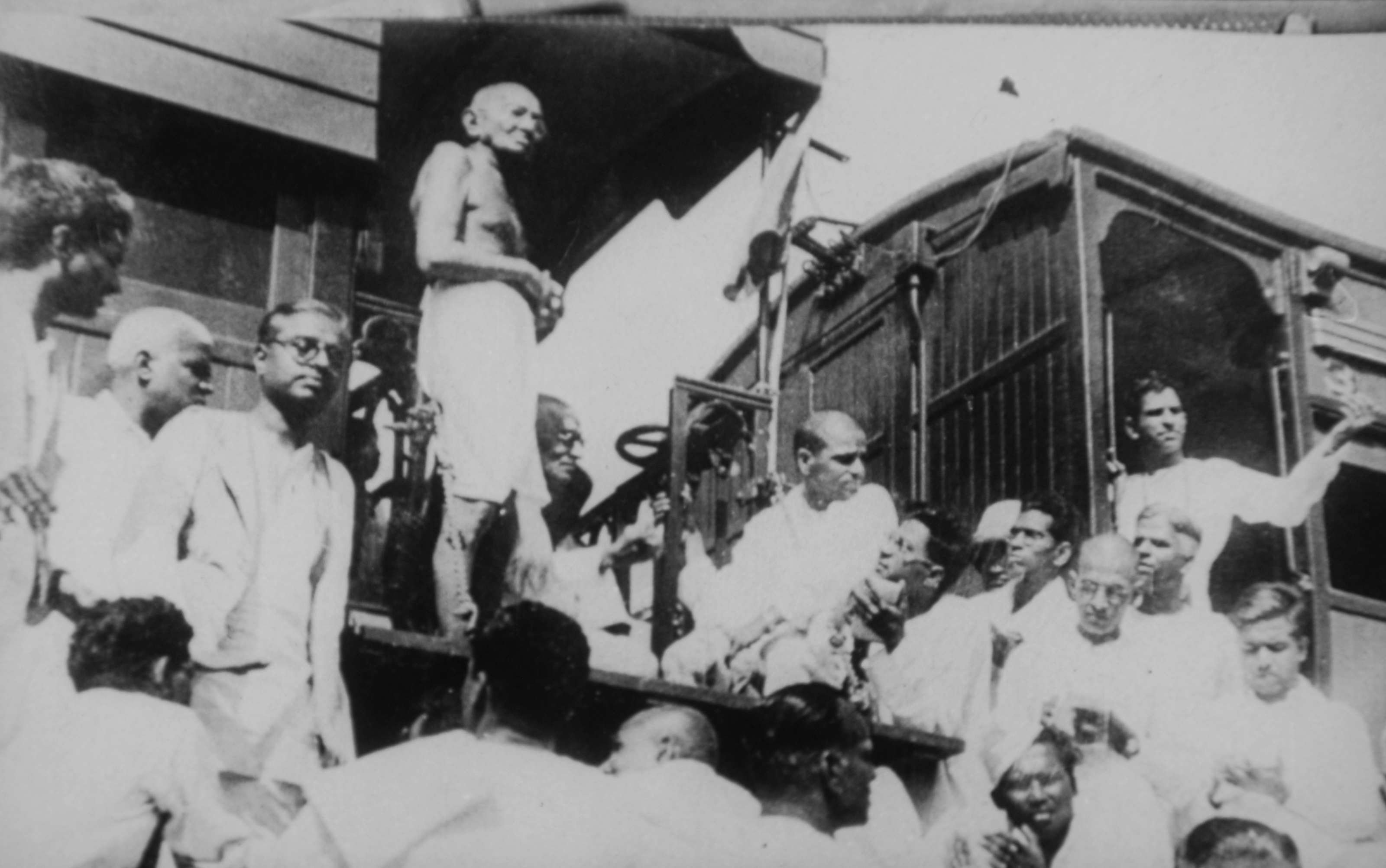
在勸說印度人民放棄種姓制度的印度聖雄——甘地

印度种姓制度或作印度卡斯特体系，是在印度與南亞其他地區普遍存在的一种社會體系。这种種姓制度以婆羅門為中心，劃分出許多以職業為基礎的內婚制群體，即種姓。各種姓依所居地區不同而劃分成許多次種姓，這些次種姓內部再依所居聚落不同分成許多聚落種姓，這些聚落種姓最後再分成行不同行外婚制的氏族，如此層層相扣，整合成一套散布於整個印度次大陸的社會體系。因此，種姓制度涵蓋印度社會絕大多數的群體，並與印度的社會體系、宇宙觀、宗教與人際關係息息相關，可說是傳統印度最重要的社會制度與規範。
一般認為，印度種姓制度是西元前1500年左右，隨雅利安人入侵印度而創立的社會制度，原始的古印度文明的繼承者反倒變成了低階的種姓、征服者變成了高階種姓的人。原本的種姓制度並非要劃分階級及人的高低貴賤，而是要確保本身雅利安人的執政權和保持各種工作都有一定的人數；但是經過幾千年的發展，很多支持种姓制度的專家學者在宗教、哲學、人類學上亦有提出大量種姓制度適合印度社會的理論，認為在印度種姓制度有其存在的合理性，而且有些理論在印度非常深入人心。
印度經歷過四次改革種姓制度的時期：最早為佛教與耆那教為首，這兩個宗教都宣稱眾生平等，一開始就是為了反對不平等的種姓制度而創立的宗教，特別是佛教在日後還成為了普世宗教；第二個時期是隨著信仰伊斯蘭教的馬木留克、蒙兀爾等外來征服者統治印度，這些伊斯蘭教徒在一定程度上瓦解了種姓制度、大量低階種姓的人為了逃避次層次的生活改信伊斯蘭教；進入現代以後的第三個時期，在民主國家的英國統治的英屬印度時期，英國人帶來的西方平權思想很大程度上衝擊了種姓制度；最後第四個時期開始於1947年印度獨立後，種姓制度正式被法律明令廢除，各個種姓分類與歧視行為被視為非法，然而在現今印度的社會運作與日常裡，種姓仍有相當深遠的影響，法律的約束力對改善實際生活中充斥的不平等其實效力有限。

## 語義

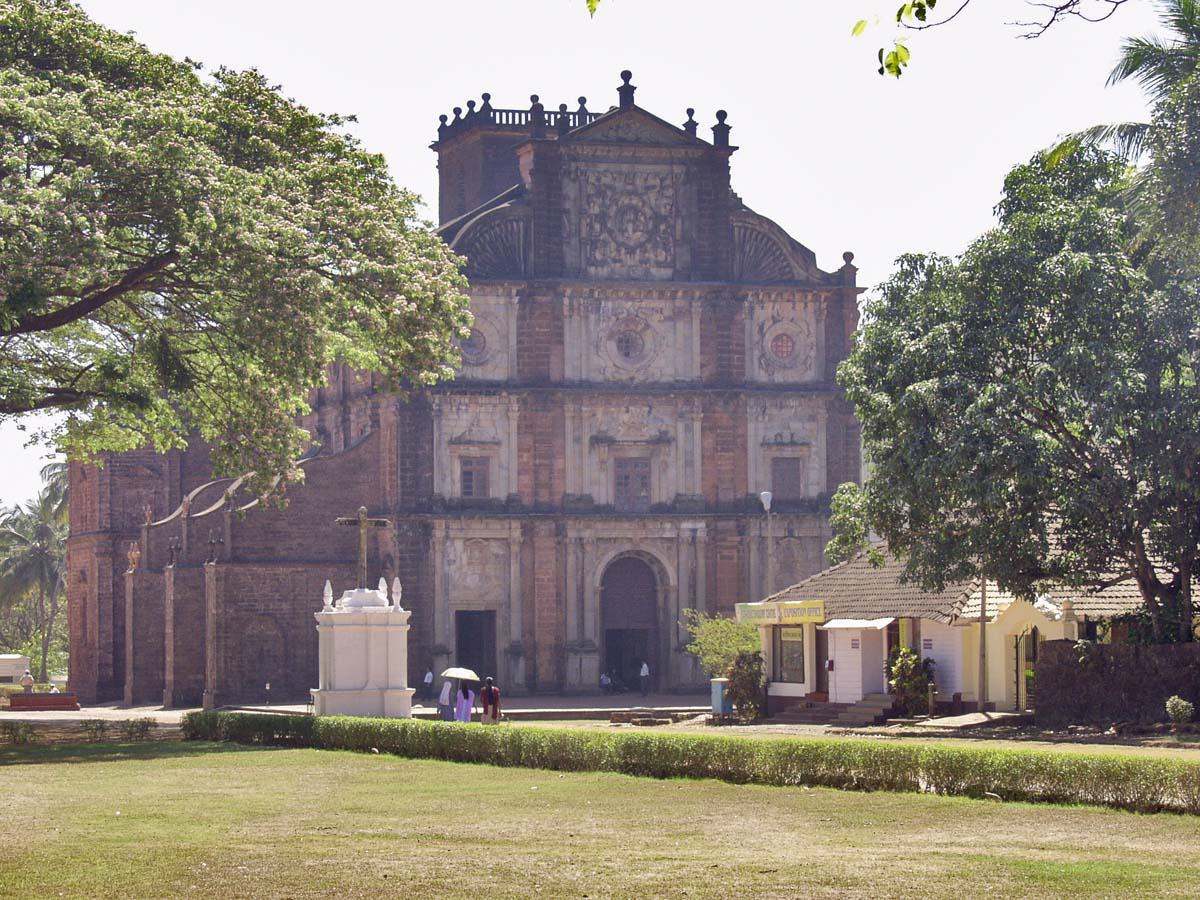
果阿邦的仁慈耶穌大教堂，裡頭保存有聖方濟·沙勿略的遺物。隨葡萄牙人進入印度傳教的耶穌會傳教士們是最早留意到種姓制度的西方人之一。

「種姓」（caste，或譯為卡斯特）一詞源自拉丁語的，原為「純潔」之意，在西班牙語與葡萄牙語則作，即「種族」的意思，同樣的用法則見於16世紀的英國，當時的英語將當作相同的意思。15世紀葡萄牙人在印度建立貿易據點後，首先將此字用於該制度之上，「常常用來稱呼印度最低賤的各個階級，以與高階級的主人們有所區別」。隨著西方社會對該制度的興趣，該詞逐漸被普遍採用，意義上也出現改變。
在英國與法國，種姓稱為，其直到18世紀以後才被採用，並且於19世紀初演變成普遍性的辭彙。然而在19世紀前，英國人常將「種姓」與「部落」兩者混為一談，並且將制度與瓦爾那混淆，這項認知隨著英國殖民印度而廣佈流傳。
在印度，與之相應的辭彙是阇提，其帶有「社群」與「次社群」的意思，也略帶有「物種」的意思，即反應該體系中聚落、定居群體與彼此分工（如同自然界各生物之間的關係）的意涵，這與或原來所指的「部落」或「種族」之意不大相同。
上述內容顯示，「種姓」（在此指）的概念主要來自於西方而非印度，因此該詞彙的意含往往反映西方文化對印度的主要看法。今天，不只單指印度的種姓制度，而是指「一種在社群內有嚴格的社會區分之體系」。換言之，西方文化偏向強調該制度的「隔離」與「不平等」的面向，並由此延伸出各種負面的看法。人類學家路易·杜蒙認為，這種強調平等主義的觀點主要源於近代個人主義所強調的自由平等精神，和歐洲傳統的王室跟貴族還有教會這三個階層彼此衝突所造成的結果。

### 「種姓」在漢語中的語義
「種姓」一詞原為「宗族」之意，後來隨佛教傳入中國，有時被轉用來稱呼瓦爾那。然而到19世紀西學東漸以後，「種姓」又成為的中文翻譯。於是，在中文世界出現用詞混淆的情況：「種姓」既可以是指印度教經典所敘述的「vārna」（即瓦爾那，原义是颜色），也被用來指涉實際生活中運作的「Jāti」（即種姓制度）。這種混淆加上對印度社會缺乏深刻了解，造成經常出現將「瓦爾那」誤認為實際的種姓制度之情形。為了避免上述的混亂情形，部分學者根據「caste」的發音採用「卡斯特」這項新翻譯，試圖取代傳統上使用的「種姓」一詞，然而使用度上仍不及後者普遍。
另一方面，受到西方觀點以及近代印度的國際主義的觀點影響，社會大眾普遍對種姓制度留下僵化、壓迫與落後等高度負面印象，因此「種姓制度」在日常生活中通常帶有負面的意思，有時作為形容某個制度施行不當的貶義詞。

## 概念
種姓制度並非一套絕對的社會階層，而是藉由許多不同的標準建立起來的一套相對階序，這些標準諸如：是否吃素、是否殺牛以及是否接觸屍體等等......這些標準背後的核心概念是一套「潔淨與不潔」的價值觀，然而該價值觀卻受到實際生活中的權力關係影響。為此，古代印度的婆羅門發展出一套稱為「瓦爾那」的分類架構，作為解釋並簡化整個制度的方式。因此，這兩套思維方式大致構成整個種姓制度的主要概念。

### 潔淨與不潔
潔淨與不潔是種姓制度的核心觀念，其依循的原則主要有二：一種是時效性，一種是互補性：

#### 時效性

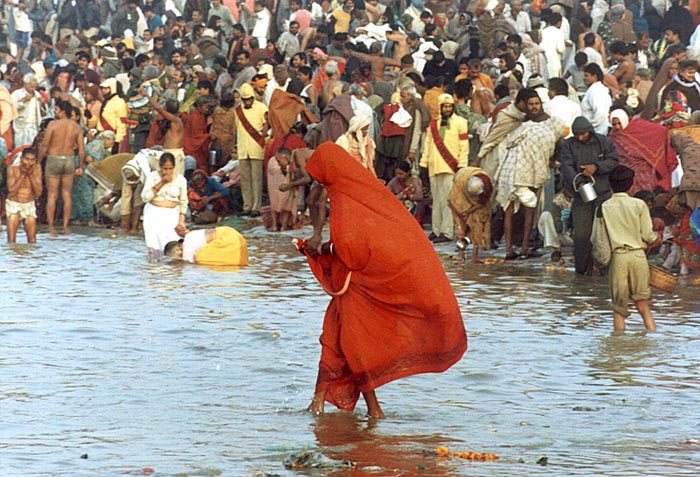
在恆河岸邊洗滌的人們：印度教認為水能洗滌不潔與罪惡，恆河河水則有最佳的洗滌效果，因此印度人經常在恆河兩岸洗澡或擦拭身體。

不潔可分為兩種，即暫時性的不潔與永久性的不潔。在此，「不潔」主要指在生活中各種被視為帶有危險性，而需要將受此影響者加以隔離的事物或情況，比如經血、生產與死亡等等。這些情況之下，即使與之有稍微的接觸都算沾染到「不潔」，需要以慎重的方式隔離或是消除其不潔。
所謂的「不潔」是一套繁瑣的分類體系，這其中最核心者包含《摩奴法典》所規範的人身上的十二種不潔物（如糞便、唾液等）、出生與死亡以及許多次轉手過的人與物品。此外，各種器物之間也有一種比較性的不潔關係，如金比銀潔淨，銀比青銅潔淨，青銅比黃銅潔淨，上述這些金屬又比陶器潔淨，這種比較性的關係會影響到器物的使用年限與價格。同樣地，當人與「不潔」的接觸程度與關聯性也會牽涉到其被隔離的時間長短，以及處於暫時性的不潔還是永久性的不潔。以親人死亡為例，當該狀況發生時，其核心家庭的成員被視為最「不潔」，守喪期最久，不住在同一屋簷下的親戚則依與死者生前來往的程度決定其「不潔」程度與守喪期，即與死者生前來往越密切者需守喪越久，反之則越短。同樣的觀念用於即將殉夫的寡婦，如果她們正處於經期時，依規定不可殉夫，必須等經期結束後四天並沐浴才可自焚殉夫（稱為薩蒂）。上述這些有時效性的例子都可顯示暫時性不潔的情形，而暫時性的不潔通常有直接或間接的化解之道，比如用水清洗（沐浴或洗滌特定部位）、剔除毛髮、塗抹牛的五種分泌物等。
然而如果經常性的接觸「不潔」的事物，比如專門替死者或產婦洗滌衣物、埋葬死者，這種情況下便處於永久性的不潔。換言之，以接觸「不潔」事物為業的人或群體無法擺脫「不潔」的狀態，因此他們與他們的親人必須被長期隔離於大多數人之外，以防污染到其他人。如此，他們便成為「不可觸碰」的賤民，其他非賤民的種姓必需避免與之直接接觸，甚至迫使他們遷居聚落之外，否則有被污染的危險。
因此，在時效性上可以看見潔淨與不潔之間的對立關係：如果要維繫自身的潔淨，必須遠離不潔。潔淨與不潔位在價值觀的最高與最低兩端，彼此相互排斥，互不相容。

#### 互補性
互補性主要與婆羅門有關，其基礎建立在於滿足婆羅門對潔淨的需求以及由此產生的不潔 (互補性這用詞是個翻譯失誤，它並無“互補”的意思)。 作為種姓制度的核心，婆羅門必須保持高度的潔淨，才能維持其神聖的地位，因此隨著歷史發展，婆羅門創造出許多規定與禮儀維繫自身的潔淨，然而執行這些儀式與規定時如果沒有他人協助，多少會沾染不潔而處於不可觸碰的狀態，因此衍伸出各種處理不潔事務的種姓，這些不潔的種姓之存在保障了婆羅門的潔淨。換言之，潔淨與污穢是並存的，而婆羅門則是依賴剝削賤民才能存在。舉個例子，死牛，特別是被宰殺的牛被視為不潔，然而儀式上不可避免需要以牛皮製成的鼓和接觸這些不潔物的演奏者，因此許多地方出現以製作皮革或演奏樂器為業的賤民種姓，然而他們的工作卻與神聖的宗教儀式緊密相關，甚至必須在其中扮演主祭者的角色。

#### 潔淨、不潔與種姓制度
正因為潔淨標準依賴不潔行為才能乎合，因此一個種姓要確立其地位時，會同時根據幾項標準作為參照，比如丁種姓的成員可能會有这样的看法：「因為我們是素食者，所以等級高於辛、壬、癸種姓；但我們容許寡婦再婚，所以等級不如甲、乙、丙種姓。」由於種姓內的成員都不可避免地要同時遵守與違背某些潔淨標準，因此可以藉由各項由潔淨與不潔所衍生的實際標準將所有種姓一分為二，最後這些標準匯合在一起時，便構成一套由高至低的「潔淨-不潔」種姓階序。
雖然潔淨與不潔的觀念在印度社會中具有其重要性，但現實生活中的權力關係卻未反映在這套價值觀之外，因此這套理想的階序原則未必符合實際上的社會階層。即使如此，潔淨與不潔的觀念提供一個清楚的輪廓，詮釋種姓的社會地位以及與其他種姓的關係。

### 瓦爾那
瓦爾那是印度教經典中解釋種姓制度的分類架構，其內涵主要見於《摩奴法典》與《瞿曇》等早期婆羅門教經典。在該理論中主要指四種不同的階層，經典中根據一些原則區分四種階層，並明確規範彼此的義務與權利，然而實際社會中，種姓並非依據該理論的規範劃分，因此不能將瓦爾那與種姓制度畫上等號。即使如此，瓦爾那理論仍被應用在近代的實際社會之中，成為許多種姓抬昇自身地位的論述手段，因此仍然有其解釋上的效力與合理性。
瓦爾那是梵語詞 “वर्ण” 的音譯。這個術語派生自詞根 [[[:en:wikt:वृणोति|vṛ]]] 错误：{{Transl}}：拉丁字母轉寫第 12 個字元「व」不是拉丁字母。（帮助），其含義是“包蓋”或“封裝”（可比較於 vṛtra）。在《梨俱吠陀》中，這個術語可以意味著：“人的種類、部落、等級、行業”，特別是表達了在雅利安人和達薩人之間的對立。

#### 瓦爾那階序

一張根據《梨俱吠陀·原人歌》所繪的瓦爾那等级：婆羅門是原人的嘴、剎帝利是原人的雙臂、吠舍是原人的大腿、首陀羅是原人的腳。至於賤民，則被排除在原人的身體之外。

早期婆羅門所著的經典中刻意忽略賤民不提，主張將所有的種姓劃分成四種瓦爾那。這四種瓦爾那同樣以婆羅門為首，藉由職能與權利的劃分規範，構成一嚴謹的階序：
1. 婆羅門：最高等的瓦爾那，也是整個階序的核心。婆羅門本為祭司，根據《摩奴法典》規定，可從事教授吠陀經、司祭與接受奉獻這三樣工作，但在8世紀以後祭司逐漸不受重視，潔淨便取代前者，成為婆羅門最主要的特徵。此外，婆羅門享有許多特權，如不可處罰、不用交稅、不可殺害、可領回部份充公遺失物等。
2. 刹帝利：次等的瓦爾那，《梵書》稱其具有與婆羅門共享「管轄一切生命」的權利。刹帝利是戰士和統治者，掌握實際的政治與軍事權力，但被排除在完整的司祭過程之外，因此不具有宗教上的權力。此外，其負有保護婆羅門之責。
3. 吠舍：第三等的瓦爾那。吠舍是農人或牧人，任務是生產食物，並提供各種祭品。《瞿曇》規定吠舍可從事農耕、畜牧與放貸的工作。並且吠舍是唯一擁有經商能力的階級。
4. 首陀羅：最低等的瓦爾那。首陀羅是沒有人身自由的奴僕，負責提供各種服務。

其中，婆羅門和剎帝利屬於高級種姓，是古印度社會的統治階級，依靠剝削其他中下階層為生。文字學家喬治·杜梅吉爾認為，瓦爾那組成的階序實際上並非由上而下排列，而是由一系列的二分原則所構成：先是首陀羅被排除在外，其他三個瓦爾那構成一組，即再生族dvija（twice-born，能舉行成年禮的瓦爾那）；再生組排除吠舍，由婆羅門與刹帝利構成擁有「統治一切生物之權力」的一組；最後婆羅門排除剎帝利，獨自擁有三種特權，即傳授吠陀經、司祭與接受奉獻。杜蒙根據上述原則進一步補充，認為瓦爾那階序刻意排除賤民就如同上述的二分原則。換言之，整個瓦爾那階序的分類關係大致如下：
根據上述的解釋，瓦爾那實際上是一套分類體系，而非具有實質內涵的規範架構。透過瓦爾那可以得知早期婆羅門心目中的理想種姓制度為何，卻無法真正了解種姓制度實際運作的情形。

#### 賤民
在記載中賤民分為卑種、卑姓、卑業、卑伎。
在四個瓦爾那外，印度的賤民多由罪犯、戰俘或是跨種姓婚姻者及其後裔組成。因為他們的身分世代相傳，不能受教育、不可穿鞋、也幾乎沒有社會地位，只被允許從事非常基層的工作，例如清潔穢物或喪葬。
由於賤民被視為不可接觸的人，因此四個瓦爾那的人嚴禁觸碰到其他賤民的身體，賤民走過的足跡都要清理撫平，甚至連影子都不可以交疊，以免玷汙他人。
亦因賤民毫無社會地位，促使至今印度仍然經常發生賤民因不慎接觸到四個瓦爾那的人而被毆打甚至殺害的事件，而這些動手之人有一部份甚至躲過任何法律責任。

#### 瓦爾那與種姓制度

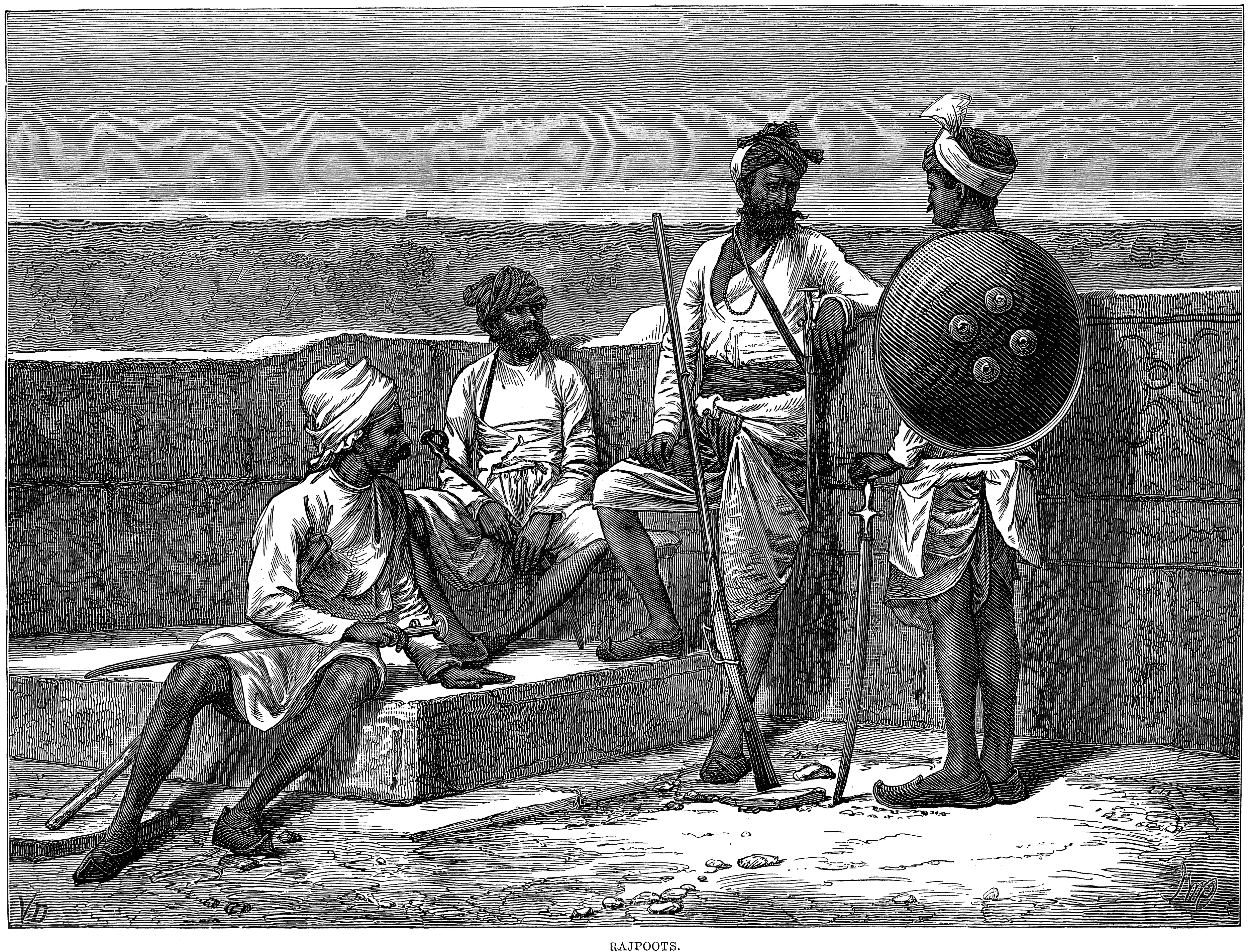
19世紀英國人所繪的拉吉普人：拉吉普是孟加拉地區的實際統治者，但他們並非剎帝利，而且大都信仰伊斯蘭教。

雖然瓦爾那提供一套穩固的解釋框架，然而實際上的種姓制度常常與其架構差距甚遠。以1901年人口普查的結果為例，馬德拉斯省沒有任何種姓中屬於剎帝利，屬吠舍者亦十分罕見。大多數的種姓集中在首陀羅的類別下，共佔當地總人口的一半以上，換言之，當地社會主要由婆羅門、首陀羅與賤民所組成；在孟加拉省，戰士與統治者為拉其普特擔任，然而該種姓並非真正的剎帝利〈Risley 1901〉。事實上，在印度的歷史中，各地的統治者未必皆由剎帝利擔任，而且真正的剎帝利常被認為已經不存在於世上，雖然該瓦爾那在階級中扮演相當重要的角色。
另一方面，瓦爾那階級雖然規範各種事物，可是實際生活中卻未必依據這些規範實行，比如婆羅門理應享有許多特權，並且與剎帝利共同統治一切，但是在歷史上，政治權力大都落入婆羅門以外的種姓手中，婆羅門只以其象徵性的潔淨受到大眾景仰。同時，除了婆羅門與賤民這兩個極端外，其他瓦爾那之間的種姓在現實社會中亦無明確的階級關係，大多數的情形是種姓們彼此處於一種模糊的權力分工與關係上，而且經常與瓦爾那階級矛盾。如此，瓦爾那階級究竟反應多少真實性，其與現實中的種姓制度關係為何，便成為許多相關研究者探討之焦點。
有些早期學者，如人類學家亞瑟·莫里斯·侯卡特，認為瓦爾那理論只能解釋古代印度的種姓制度，不適用於近代以來的情形。印度學家愛德華·瓦士本·霍普金斯與社會學家奧利佛·克倫威爾·寇克斯則根據古印度的神話，主張古代的婆羅門與剎帝利之間是種相互競爭最高權力地位的緊張關係，因此瓦爾那階級反映了婆羅門想奪取政治權力的企圖。
然而晚近學者以杜蒙為代表，提出不同的解釋。他們認為婆羅門與剎帝利原本就是種分工的關係，而且婆羅門與剎帝利皆帶有神聖的性質令兩者均無可替代，但它們的分工關係卻是自我矛盾的：雖然在宗教地位上，婆羅門自認要高於剎帝利，可是實際的政治權力卻由剎帝利掌握，這種情況下造成違反部分「潔淨」規範（比如吃肉或行多妻婚）的剎帝利在種姓地位上不如婆羅門中的素食商人或祭司，這結果卻非掌握權力的王族所能接受，因此瓦爾那階級聲稱兩個瓦爾那共享「統治一切生物的權力」，但婆羅門卻將此權「授予」剎帝利，不問實際政事，剎帝利則「不需」插手婆羅門的宗教職權，且要負起「保護」與「供養」婆羅門之責，使其能安心地執行司祭職務。如此論述之下，瓦爾那巧妙地化解理論與實際生活之間的矛盾，建立起「政教分離」但彼此依賴的關係。
而且，這種功能性的分割使得即使原本的剎帝利消失了，日後掌權的新統治者卻能根據此論述，模仿原屬於剎帝利的角色，與婆羅門進行互動。換言之，瓦爾那是一個權力關係的架構，使婆羅門與統治者在不違背潔淨與不潔的原則之下，在此之下能彼此合作，同時維繫婆羅門的優越地位。此外，在英屬印度時期，由於種姓制度被列入戶口登記的項目，因此部分種姓會藉由普查的時候，可藉由宣稱其瓦爾那拉抬自身種姓的地位。因此，瓦爾那階級事實上提供了藍圖，供各種姓想像「理想的社會」應如何運作。

## 運作方式
如果說種姓制度的核心觀念是潔淨與不潔，種姓的實際運作則呈現「集體性」與「階序」的特徵。這些特徵意味種姓並非一成不變的體系，而是深具包容性與彈性的社會制度。

### 禁忌與食物接觸
印度教徒只可吃婆罗门和与他同一种姓的人的食物。由牛油煮的食物任何种姓也可食。在進食前會專門洗澡，素食戒酒者也比食肉的地位高。

### 政治權力
由於種姓制度與地域緊密結合，並有明顯的區域範圍，因此其政治權力可依區域大小分為三個等級：地方的小王國或地區行政中心、聚落以及各別聚落內的種姓。這三個層級的權力運作雖有高低之分，而且差異甚大，但其共同特色是權力施行者都在模仿瓦爾納階序中的剎帝利，而且都會宣稱其權力的合法性與有效性，即使實際上未必如此。尼泊爾的種姓制度與印度不同:婆羅門與剎帝利遠多於首陀羅，是印度的婆羅門有意為之的結果。

#### 聚落

印度行政體系表：村落潘恰雅特也是今日印度地方行政體系中的一個環節（見左下角），2002年時全印度約有26500個村落潘恰雅特。

在近代印度，經常想像鄉村地區有一「村落共同體」的民主自治傳統存在，並認為這是透過「村落潘恰雅特」（Gram panchayat）的方式表現來宰制種姓
。

#### 聚落種姓
英屬印度的殖民官員愛德華·亞瑟·亨利·布蘭特（Sir Edward Arthur Henry Blunt）根據1911年他本人在聯合省主持的種姓調查，指出各種姓內的自治狀況可分為三種類型：
- 沒有潘恰雅特的種姓：屬於再生族的高階種姓通常直接根據普遍的公眾意見（可能是流言或許多人的抱怨）作決定。
- 有非永久潘恰雅特的種姓：這些種姓容許當事人（通常是觸犯禁忌者）受到他人嚴重敵視與排擠時有權請求召開臨時性的潘恰雅特，然而實際上這種請求甚少提出，實際上召開潘恰雅特的情形自然非常罕見。
- 有永久潘恰雅特的種姓：不同於其他兩者，有永久性潘恰雅特的種姓具備常態的潘恰雅特組織，使其具有定期召開該會議之能力。一般而言，這類型的種姓大都屬於從事專門職業的種姓或低階種姓[19]。

在此，種姓潘恰雅特屬於潘恰雅特的一種，指每個聚落（或鄰近地區）的單一種姓自行召開的種姓自治大會，目的是處理種姓內部的糾紛（通常是道德與司法問題）與對外的聯合行動。一般而言，只有在「有永久潘恰雅特的種姓」才會有常態的潘恰雅特籌備組織，以及負責籌備召開會議、紀錄與通知當事人等事務的執事。
潘恰雅特（पंचायती）原為「五」之意，意即由少數專家與地方領袖召開的小型會議。該詞彙可泛各種地方社會的自治組織，這類定期的群眾大會是其組織內部的小型委員會主導一切，這其中主要包含指導大會的流程與出面解決爭端。即使如此，種姓潘恰雅特卻非少數人壟斷的體系，而是一種由多元權威構成的組織，其存在目的是維護種姓內的習慣與和諧，促使內部成員盡守職責，以及對外保護全體利益，因此實際上猶如種姓內的自治機構。
一般而言，種姓潘恰雅特會出面調查各種有爭議的案件，這類案件大都涉及宗教與道德層面，比如共餐、婚姻問題（離婚、通姦或偷情等）、交易與殺牛等。換言之，種姓潘恰雅特大都裁決與官方法庭無關的紛爭。其審判或協調方式因種姓而異，有些審判前要求當事人發誓與接受試煉，有些採大會全體或內部委員會投票等方式。至於懲罰方面，種姓潘恰雅特以停止當事人享有的特定權利作為手段，這其中包含停止與他人共餐、停止享用某種服務等。最嚴厲的懲罰是禁止當事人與其他種姓成員來往，這又分暫時的禁止與永久的禁止。通常這類懲罰施行於與「不潔」的人或事物接觸者，而這種規範往往涉及一個地方種姓在社會上的地位。即使種姓潘恰雅特會懲罰部分成員，但大多數的狀況下，它謀求調解內部的爭議，而非懲罰其成員。
對外事務上，種姓潘恰雅特主導對特定種姓的杯葛或抵制，以維繫自身的行業利益。有時這類事務還會牽涉與其他種姓的交涉，比如某位銀行家與糕餅師傅有爭執，導致糕餅業種姓找製瓦業種姓建立協議，要後者在該銀行家修房時拒絕提供其所需的瓦片。
為了建立自身權威，種姓潘恰雅特在召開大會時，常引用「潘恰雅特的聲音即梵天的聲音」或「種姓的國王亦為種姓」等諸如此類的語句，以強調組織本身在種姓內的最高權威（好比種姓內的剎帝利）。然而實際上，種姓潘恰雅特往往缺乏執行效率與高階種姓的支持，這兩點正反應其缺乏正式權威的侷限。

### 分工
種姓制度是一種以宗教為中介的分工制度，這種制度是世襲的，僱主與僱員的關係是世襲的。這種制度有趣的地方是：同一種工作，如果只是自己偶爾在家中做做的話，则不像專業那麼有污染性；同一種工作，在不同地區，態度也不一樣。例如理髮師，在印度南部，因為要負責喪禮事情，所以極度不潔；但在印度北部，因為不用負責喪禮事情，地位較高。

### 婚姻
除了婆羅門種姓不可離婚與寡婦不可再婚（婆羅門只可分居，如無子則可再婚），一般種姓的婦女也通融可再婚，但以第一次婚姻（首次婚）最認真，之後也可再婚但不太光釆，歷史上如果丈夫過世其寡婦會執行殉夫儀式薩蒂投火自盡。嫁娶必須門當戶對，相同種姓。低種姓嫁給高種姓，不但無法晉級高種姓，反而夫婦一同貶為賤民，後代亦不得翻身。印度教種姓不平等，兩性也不平等，尤其歧視女性，婚姻嫁娶，女方必須付出高昂的嫁妆，否則男方有權苦待妻子。这也导致印度、巴基斯坦和孟加拉等地出现为了嫁妆谋杀妻子的现象——索奩焚妻。

## 歷史
十九世紀後部份西方學者提出，在歷史上古老的印度人種衰亡之後，新起的高加索人種雅利安人的一部分入侵者們经由印度西北方的山口，陆续涌入印度河中游的旁遮普一帶，征服了南部印度的住民达罗毗荼人；经过几个世纪的武力扩张，雅利安人逐步征服了整个北印度。
在尼泊爾，婆羅門做了一件不尋常的事情：授予當地人較高種姓，大部分土邦國王（maharaja）也成了剎帝利。當地主體民族卡斯人沒固定信仰，所以婆罗门經常授予整個村落的人以高種姓。在尼泊尔种姓分類較少而且高种姓人口較多。
南印度的種姓制度比北印度的更嚴格，因南印度沒受異族入侵，種姓傳統保留得更多。

## 當代的種姓制度
印度獨立後，宪法第15条规定：“任何人不得因种姓、宗教、出生地而受歧视”；第17条明文规定废除“不可接触制”。为了保证低种姓人和贱民的教育和求职权力，印度还实施了著名的“保留政策”，不仅在议会两院为他们保留了一定比例的席位，而且在所有政府机构和国营企业中为他们保留高达27%的名额。另外，还给低种姓出生的学生一定比例的升学名额。在今天，印度人的身分记录裡不再有任何关于种姓的记载。
尽管自印度独立以后，废除了种姓制度，印度憲法明文規定不准階級歧視，但是种姓制度对今天的印度社会特别是印度农村仍然保留着巨大的影响。種姓層級最高的婆羅門不及人口的4％，卻佔有七成的司法權及接近半數的國會席次。就算在天災時，賤民亦飽受歧視，得不到最基本的援助。如在2008年8月，印度比哈尔邦的阿拉里亞發生水災，然而由於阿拉里亞為賤民的集中地，災民得不到地方政府的任何協助，令大量災民死於水災當中。
另外，一份旨在展现印度长期受歧视种姓的社会经济发展的研究数据表明：
- 在2001年，印度全国平均识字率为63%，而最低种姓的识字率却只有55%。
- 最低种姓儿童疫苗注射水平于2001年为40%，比全国平均值低4个百分点。
- 在1995年到2005年的十年间，最低种姓的贫困率从49%降至了39%，虽然降幅大于全国平均的8%，但其还是要高出2005年的全国平均值27%。

## 評價

### 批判
無論在印度境內或境外，皆有許多對種姓制度的批評。這些批評有些出自印度教教徒。很多印度知識分子意識到種姓制度中的不平等與近代西方興起的民主制度與人權思想大相逕庭，並被評為反現代化的落後制度和印度社會的毒瘤。
早在公元前6世纪时期，受后人敬重的佛教創始人釋迦牟尼就在佛教教义中公开反对任何形式的種姓結構；同一时期，耆那教的創始人大雄同样反對任何形式的種姓結構。在公元8世纪时期开始的印度教虔誠派運動中，许多虔誠派運動時期的聖人如拿那克、卡比爾、采坦耶、賽古魯奈安涅希瓦、阿克那斯、羅摩奴闍與杜卡拉姆拒絕接受所有以種姓為基礎的歧視並接受所有來自種姓的教派。許多印度教改革者如辨喜與實諦·賽·巴巴相信印度教無種姓制度容身之地。在公元15世紀，为虔誠派運動聖人之一的羅摩難陀也接受所有種姓成為他的信徒，這其中包括賤民。上述的聖人大都贊同中世紀時反對種姓精神的虔誠派運動。難陀那，一位低種姓的的印度教祭司，也拒絕接受種姓精神並接受賤民。一些其他的印度教運動同樣歡迎低種姓成為他們的信徒，這些最早是成為虔誠派運動。